# Muhammed
 Denne artikel bør gennemlæses af en person med fagkendskab for at sikre den faglige korrekthed.

Muhammed (også stavet bl.a. Muhammad, Mohammad og Mohammed; danske fagfolk bruger normalt stavemåden Muhammad; arabisk: محمد; født 570 i Mekka, død 8. juni 632 i Medina) (fulde navn: Muhammad Ibn `Abd Allāh Ibn `Abd al-Muttalib; arabisk: محمد بن عبدالله بن عبد المطلب ) regnes af muslimer for en af Guds profeter og sendebud. Han betragtes af hovedstrømmen af muslimer som den sidste profet. I den muslimske tradition betragtes han som et sendebud, der viderebragte et guddommeligt budskab om den monoteistiske tro (islām), som går uændret tilbage til profetrækken af Adam, Noa, Abraham, Moses, Jesus og andre profeter.

## Liv og gerning